# Никифоровское Лесничество
Ники́форовское Лесни́чество — посёлок в Бузулукском районе Оренбургской области. Входит в состав Каменносарминского сельсовета.

## География
Посёлок находится на расстоянии примерно 13 км (по прямой) на юго-восток от города Бузулук, административного центра района.

## Население
| 2010 |
| ---- |
| 73   |

### Национальный состав
Согласно результатам переписи 2002 года, в национальной структуре населения русские составляли 92 % из 84 чел.